# Microgaster coronata
Microgaster coronata är en stekelart som beskrevs av De Saeger 1944. Microgaster coronata ingår i släktet Microgaster och familjen bracksteklar. Inga underarter finns listade i Catalogue of Life.